# Teruyo Tanaka
Teruyo Tanaka  (田中 照代?, Tanaka Teruyo) (Toki, 24 maggio 1959) è un'ex atleta paralimpica giapponese.

## Biografia
Tanaka ha conquistato la sua prima medaglia paralimpica ad Atlanta 1996, dove vinse l'oro negli 800 metri. A Sydney 2000, ottiene tre medaglie d'argento mentre a Pechino 2008 vince la medaglia di bronzo nella gara dei 100 metri.
Tanaka ha conquistato quattro medaglie di bronzo ai Mondiali di Christchurch 2011.

## Palmarès
| Anno | Manifestazione       | Sede         | Evento           | Risultato | Prestazione | Note            |
| ---- | -------------------- | ------------ | ---------------- | --------- | ----------- | --------------- |
| 1996 | Giochi paralimpici   | Atlanta      | 800 m piani T51  | Oro       | 2'43"17     |                 |
| 2000 | Giochi paralimpici   | Sydney       | 200 m piani T52  | Argento   | 41"25       |                 |
| 2000 | Giochi paralimpici   | Sydney       | 800 m piani T52  | Argento   | 2'29"66     |                 |
| 2000 | Giochi paralimpici   | Sydney       | 1500 m piani T52 | Argento   | 4'42"17     |                 |
| 2008 | Giochi paralimpici   | Pechino      | 100 m piani T52  | Bronzo    | 21"33       |                 |
| 2011 | Mondiali paralimpici | Christchurch | 100 m piani T52  | Bronzo    | 23"10       |                 |
| 2011 | Mondiali paralimpici | Christchurch | 200 m piani T52  | Bronzo    | 41"92       |                 |
| 2011 | Mondiali paralimpici | Christchurch | 400 m piani T52  | Bronzo    | 1'19"34     |                 |
| 2011 | Mondiali paralimpici | Christchurch | 800 m piani T52  | Bronzo    | 2'41"38     | Record asiatico |